# 波密杓兰
波密杓兰（学名：Cypripedium ludlowii）为兰科杓兰属下的一个种。

## 扩展阅读
- 維基物種上的相關：波密杓兰